# Amomum laoticum
Amomum laoticum är en enhjärtbladig växtart som beskrevs av François Gagnepain. Amomum laoticum ingår i släktet Amomum och familjen Zingiberaceae.
Artens utbredningsområde är Laos. Inga underarter finns listade i Catalogue of Life.